# Thomas Rickman (Architekt)

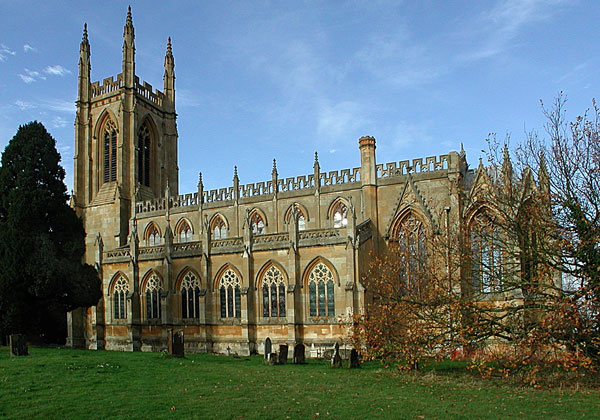
St Peter ad Vincula in Hampton Lucy

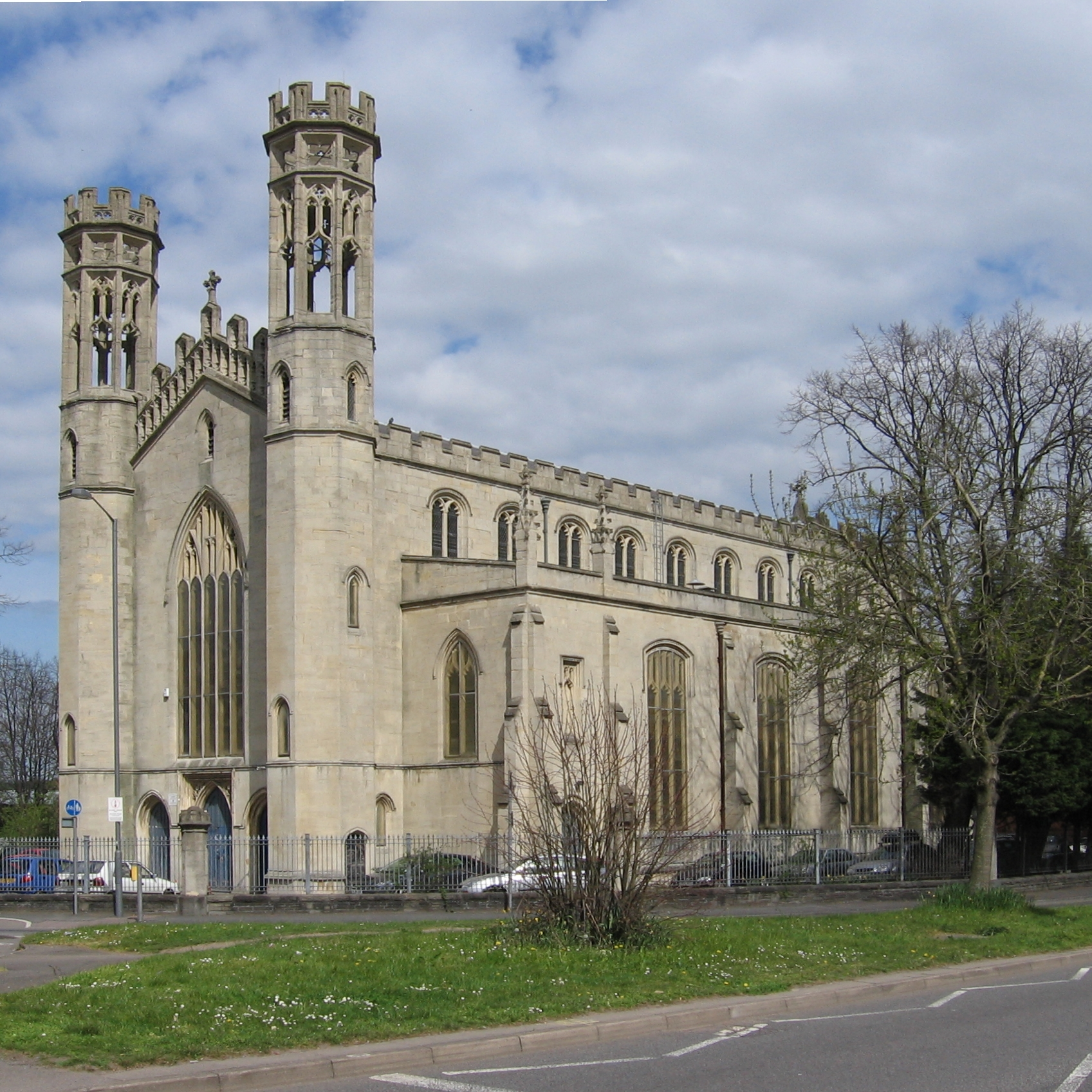
Holy Trinity in Lawrence Hill, Bristol

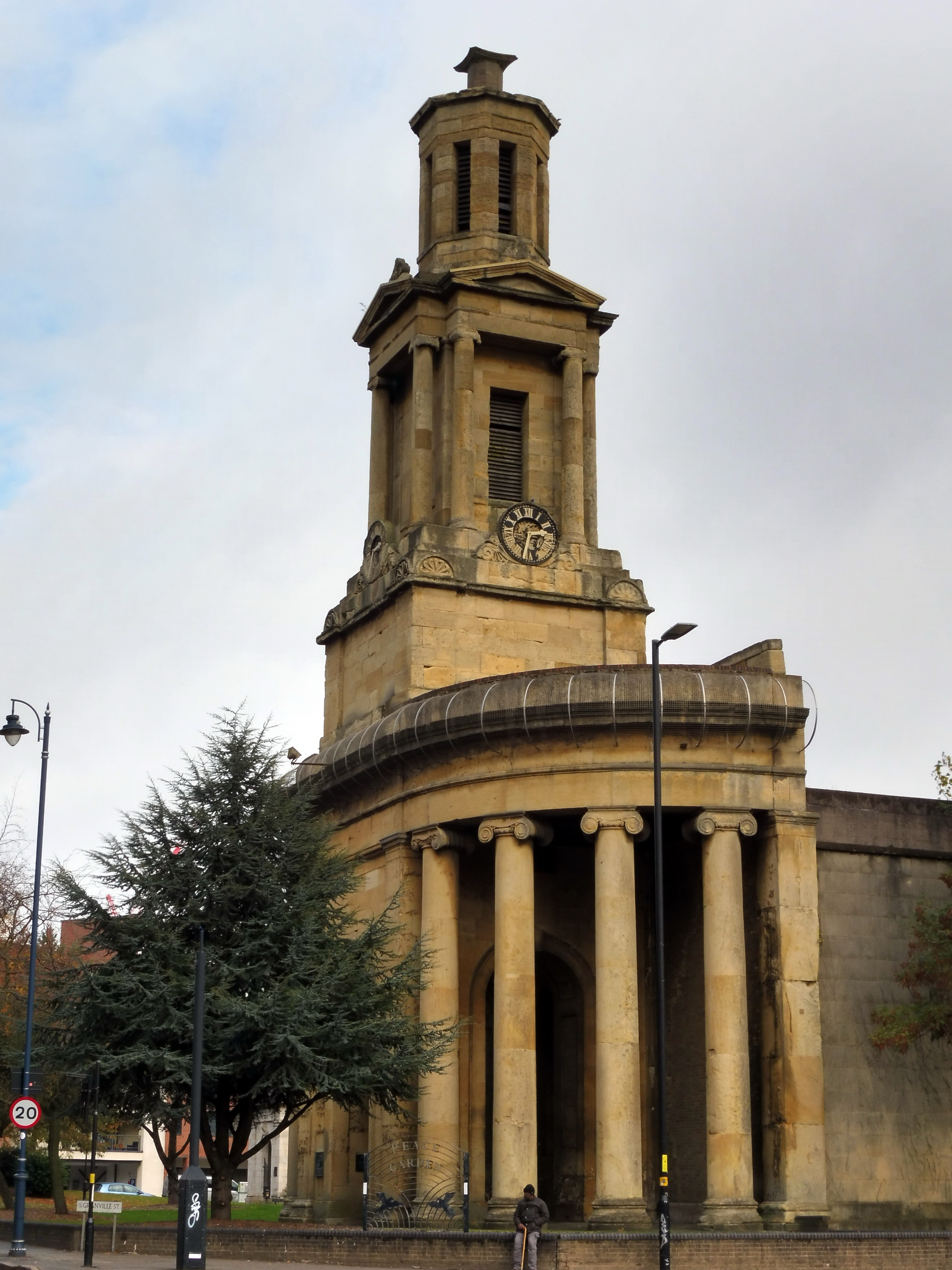
Die Ruine der im Zweiten Weltkrieg zerstörten Kirche St. Thomas in Birmingham

Thomas Rickman (* 8. Juni 1776 in Maidenhead, Berkshire; † 4. Januar 1841 in Birmingham) war ein englischer Architekt und Kunsthistoriker. Seine Bedeutung als Architekturhistoriker beruht vor allem auf seiner 1817 erschienenen Monographie An Attempt to Discriminate the Styles of English Architecture from the Conquest to the Reformation. Neben der chronologischen Ordnung der Baustile, entwickelte er die Terminologie der mittelalterlichen Architektur Englands. Unter anderem gehen die Bezeichnungen „Normannisch“ für die englische Romanik sowie Perpendicular Gothic und Decorated Gothic für englische spätgotische Baustile auf ihn zurück. Als Architekt war Rickman ein Vertreter des so genannten Gothic Revival.

## Leben und Werk
Rickman half bis 1797 seinem Vater, einem Quäker, in dessen Geschäft als Lebensmittelhändler und Drogist. Bis 1818 war er in verschiedenen Berufen tätig. Seine gesamte Freizeit widmete er der Anfertigung von Skizzen und sorgfältig abgemessenen Zeichnungen. Auf diese Weise erwarb er in einer Zeit, in der wenig Sinn für die Schönheit der Architektur im gotischen Stil bestand, ein sehr bemerkenswertes Wissen über diese Form der Architektur. Alleine im Jahre 1811 soll er 3.000 Kirchengebäude studiert haben.
Als die Regierung 1818 hohe finanzielle Mittel für den Neubau von Kirchen bewilligte, beteiligte sich Rickman erfolgreich mit einem eigenen Entwurf an einem öffentlichen Wettbewerb. Wegen dieses Erfolges konnte er nunmehr einer Tätigkeit als Architekt nachgehen. Rickman zog hierfür nach Birmingham und wurde um das Jahr 1830 zu einem der erfolgreichsten englischen Architekten seiner Zeit. Er erbaute Kirchen in Hampton Lucy, Ombersley und Stretton-on-Dunsmore. Von ihm stammen, neben vielen weiteren, die Kirchen St. George’s in Birmingham, St. Phillip’s und St. Matthew’s in Bristol sowie zwei Kirchen in Carlisle, St. Peter’s and St. Paul’s in Preston, St. David’s in Glasgow und Grey Friars in Coventry. Auch der neue Innenhof des St John’s College in Cambridge und der bischöfliche Palast in Carlisle wurden ebenso, wie viele große Landhäuser von ihm entworfen.
Die meisten dieser Gebäude wurden im neugotischen Stil errichtet. Die Ausführung zeigt jedoch ein eher beschränktes Wissen des Architekten, das sich auf die äußere Form des mittelalterlichen Stils beschränkt, ohne dass eine wirkliche Vertrautheit mit dem Geist und der Spiritualität, welche dem gotischen Stil zu Grunde liegen, zu erkennen wäre. Aus künstlerischer Sicht sind sie daher als eher plumpe Kopien alter Arbeiten zu werten, die sich besonders durch ihre Detailarmut auszeichnen. Dennoch spielte Rickman eine wichtige Rolle bei der zu seinen Lebzeiten mit dem Aufkommen des Stils der Neugotik einsetzenden Wiederbelebung des mittelalterlichen Geschmacks, die in England nur durch das Wirken von Augustus Pugin übertroffen wird. Sein Buch „An Attempt to discriminate the Styles of Architecture in England“ gibt Zeugnis von sorgfältigsten Studien und wurde vielfach neu aufgelegt. Einer seiner Schüler war Leonhard Zeugheer.
1821 machte Rickman seinen früheren Schüler Henry Hutchinson zu seinem Partner, was dieser bis zu seinem Tod 1831 blieb.
In den 1820er Jahren errichteten Rickman und Hutchinson auch mehrere Kirchengebäude im Greek-Revival-Stil, darunter St. Peter’s (1827) und St. Thomas (1829) in Birmingham.
Rickman starb am 4. Januar 1841 in Birmingham. Er war dreimal verheiratet. Zunächst mit seiner Cousine Lucy Rickman aus Lewes, danach mit Christina Hornor und schließlich mit Elizabeth Miller aus Edinburgh, die ihm einen Sohn und eine Tochter schenkte.

## Schriften
- An Attempt to Discriminate the Styles of English Architecture, from the Conquest to the Reformation; Preceded by a Sketch of the Grecian and Roman Orders, with notices of Nearly Five Hundred English Buildings. Longman, Hurst etc., London 1817
- Thomas Rickman, John Sell Cotman, Dawson Turner: Specimens of Architectural Remains in Various Counties in England, but Principally in Norfolk. H.G. Bohn, London 1838
- [Essay über Chester Cathedral]. In: Journal of the Archaeological, Architectural, and Historic Society for the County of Chester 2, 1864 (postum publiziert)

## Sekundärliteratur
- Warwick William Wroth: Rickman, Thomas (1776–1841). In: Sidney Lee (Hrsg.): Dictionary of National Biography. Band 48: Reilly – Robins. MacMillan & Co, Smith, Elder & Co., New York City / London 1896, S. 267–268 (englisch, Volltext [Wikisource]).
- Megan Brewster Aldrich: Thomas Rickman (1776–1841) and Architectural Illustration of the Gothic Revival. Dissertation, University of Toronto 1983